# Anton Wajno
Anton Eduardowicz Wajno (ros. Антон Эдуардович Вайно, est. Anton Vaino, ur. 17 lutego 1972 w Tallinnie) – rosyjski urzędnik państwowy, w latach 2007–2011 zastępca szefa, a w latach 2011–2012 szef Aparatu Rządu Federacji Rosyjskiej, od 2012 zastępca szefa Administracji Prezydenta Federacji Rosyjskiej.

## Życiorys
W 1996 ukończył studia na Wydziale Stosunków Międzynarodowych w Moskiewskim Państwowym Instytucie Stosunków Międzynarodowych.
Po ukończeniu studiów pracował w Ministerstwie Spraw Zagranicznych, był pracownikiem Ambasady Rosji w Tokio oraz Departamentu Azjatyckiego II MSZ. W 2002 został zatrudniony w Wydziale Protokołu w Administracji Prezydenta. Od 2004 pełnił funkcję zastępcy naczelnika Wydziału Protokolarno-Organizacyjnego, a w 2007 był I zastępcą szefa Protokołu Prezydenta Federacji Rosyjskiej.
W latach 2007–2008 pełnił funkcję zastępcy szefa Aparatu Rządu Federacji Rosyjskiej. W 2008 został powołany na szefa Protokołu Przewodniczącego Rządu Federacji Rosyjskiej, zachowując dotychczasowe stanowisko. Od 2011 do 2012 sprawował funkcję szefa Aparatu Rządu Federacji Rosyjskiej w randze ministra.
21 maja 2012 został powołany na stanowisko zastępcy szefa Administracji Prezydenta.

## Rodzina
Z pochodzenia jest Estończykiem. Jego dziadkiem ze strony ojca jest estoński działacz komunistyczny Karl Vaino. Anton Wajno jest żonaty, ma syna.